# Penny Marshall
Penny Marshall (The Bronx, 15 oktober 1943 - Los Angeles, 17 december 2018) was een Amerikaans filmregisseur, actrice en producente.

## Leven en werk

### Actrice
Op het grote scherm beperkten haar optredens zich tot ongecrediteerde rollen, cameo's, rollen waarin ze zichzelf speelde en werk als vertelster.
Voor de televisie vertolkte ze veelal bijrollen. Ze was vooral in episodes te zien van heel wat sitcoms, zoals The Odd Couple (1970-1975), Friends and Lovers (1974-1975) en Happy Days (1974-1984), de succesrijke serie vol fifties-nostalgie waarin ze doorbrak. Zij en Cindy Williams gaven gestalte aan Laverne en Shirley, twee jonge vrouwen met wie de hoofdacteurs the Fonz en Richie afspraakjes maken. Ze deden dat zo kleurrijk en gevat dat van Happy Days een spin-off werd gemaakt: Laverne & Shirley (1976-1983). Daarin belichaamde Marshall opnieuw de grappige wilde meid die gespierde taal spreekt.

### Regisseur
In 1986 debuteerde Marshall met Jumpin' Jack Flash, een door de critici matig onthaalde komische spionagefilm die dankzij de vertolking van Whoopi Goldberg een bescheiden commercieel succes behaalde. Haar tweede lange speelfilm, de romantische komedie Big (1988), groeide uit tot een van de meest succesrijke films van dat jaar. Hoofdrolspeler Tom Hanks hield er een nominatie voor de Oscar voor beste acteur aan over.
Voor het op het gelijknamige boek van neuroloog Oliver Sacks gebaseerd medisch drama Awakenings (1990) kon Marshall een beroep doen op het topduo Robert De Niro-Robin Williams. De film werd gunstig onthaald door de critici en het grote publiek en werd dan ook (onder meer) drie keer genomineerd voor de Oscars. De zich tijdens de Tweede Wereldoorlog afspelende tragikomedie A League of Their Own (1992) werd, na Big, Marshalls tweede kaskraker. Hanks gaf gestalte aan de trainer van een ploeg honkbalspeelsters. Marshalls volgende film, de militaire komedie Renaissance Man (1994), sloeg niet aan bij het publiek, ondanks hoofdacteur Danny DeVito op het toppunt van zijn roem. De romantische familiekomedie The Preacher's Wife (1996), met de tandem Denzel Washington-Whitney Houston, viel meer in de smaak.
Vijf jaar later regisseerde Marshall haar zevende en laatste film: de tragikomedie Riding in Cars with Boys, met Drew Barrymore in de hoofdrol van een tienermoeder met een mislukt huwelijk die haar droom schrijfster te worden mag opdoeken, behaalde slechts een bescheiden succes.
Marshall heeft ook de regie van enkele episodes van televisieseries op haar naam staan, onder meer vier episodes van Laverne & Shirley.

### Privéleven
Op twintigjarige leeftijd trouwde Marshall met footballspeler Michael Henry. Ze kregen een dochter, Tracy. Ze gingen uiteen na drie jaar. In 1971 trouwde ze met acteur en filmregisseur Rob Reiner met wie ze een relatie was begonnen in 1969 en die Tracy adopteerde. Ze bleven gedurende tien jaar bij elkaar, tot in 1981. In het midden van de jaren tachtig had ze een korte relatie met Art Garfunkel, die haar prees voor de inspanning zijn depressie te overwinnen. 
Penny Marshall was de jongere zus van filmregisseur, televisieserie-bedenker en acteur Garry Marshall.
Zij overleed eind 2018 op 75-jarige leeftijd aan de complicaties van diabetes.

## Filmografie

### Regisseur
- 1986 - Jumpin' Jack Flash
- 1988 - Big
- 1990 - Awakenings
- 1992 - A League of Their Own
- 1994 - Renaissance Man
- 1996 - The Preacher's Wife
- 2001 - Riding in Cars with Boys

### Producente
- 1993 - Calendar Girl
- 1996 - Getting Away with Murder
- 1998 - With Friends Like These...
- 2005 - Cinderella Man
- 2005 - Bewitched